# 富尾木惣一
富尾木 惣一（とみおぎ そういち、1908年〈明治41年〉12月 - 没年不詳）は、日本の実業家。元東洋埠頭社長

## 経歴
高千穂高等商業学校第16回(現・高千穂大学)卒業。在学時は野球部の委員であった。
1933年南満州鉄道に入社。本社経理部会計課、奉天鉄道総務局経理、斉々哈爾鉄道局経理部各勤務。
牡丹江鉄道主計科長を経て、1943年南満州鉄道本社経理局予算課主任にて終戦を迎える。
終戦後、1951年東洋埠頭川崎支店経理課長となり、本社会計課長、経理部長、次長を歴任。
1963年取締役、1967年常務業務部長、1970年12月川崎支店長、専務取締役を経て、1977年12月社長に就任した。